# Lenautheater

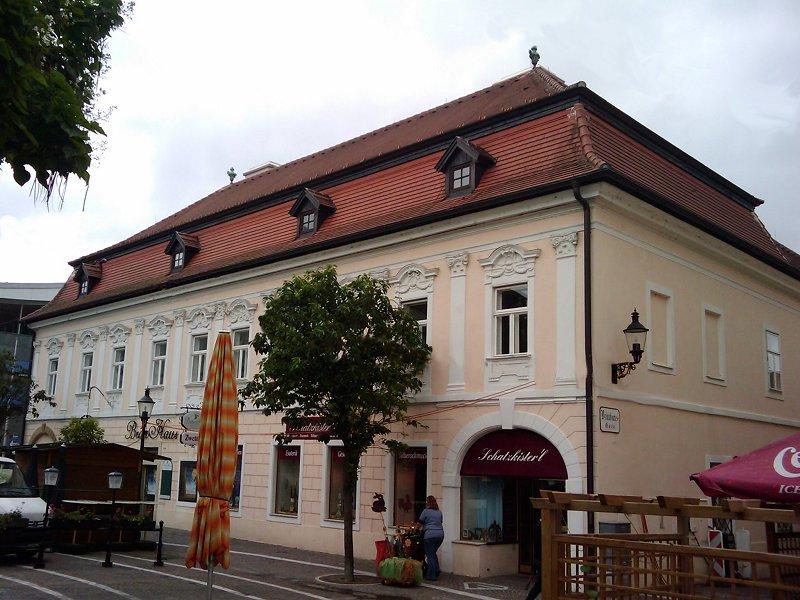
Außenansicht des Lenautheaters

Das Lenautheater – Theater im Lenausaal ist das regelmäßig bespielte Theater in Stockerau, Österreich. Es hat 140 Sitzplätze und die Saison dauert von Ende September bis Mitte Juni.

## Entstehung
2000 wurde das alte Bräuhaus, ein barockes Gebäude, mitten in der Stadt Stockerau stehend, aufwändig zu einem Veranstaltungsort umgebaut. Das Dachgeschoß erhielt den Namen Lenausaal und ist Teil des Veranstaltungszentrums Z2000. Unter dem alten Dachstuhl wurden nun kleine Veranstaltungen jeder Art durchgeführt. Im Sommer 2009 wurde dieser Raum von der Gemeinde Stockerau zu einem Theater umgebaut, welches nun in einem ganzjährigen Spielbetrieb von Richard Maynau geleitet wird. Namhafte österreichische Künstler haben den Ehrenschutz des Theaters übernommen, unter anderem Felix Dvorak, Ernst Stankovski, Luzia Nistler und Christoph Fälbl.

## Namensgebung
Der Name des Theaters nimmt Bezug auf den österreichischen Schriftsteller Nikolaus Lenau (1802–1850), der künstlerisch in Stockerau tätig war.

## Zielsetzung und Spielplan
Die neue Bühne versteht sich als Vorstufe zu einem Stadttheater und wird unter dem Namen Lenautheater - Theater im Lenausaal geführt. Mehrere Eigenproduktionen, viele Gastspiele, und vor allem das Kinder- und Jugendtheater stehen jährlich auf dem Spielplan. Der Idee eines Stadttheaters folgend werden diese Produktionen durch theaternahe Veranstaltungen (Lesungen oder Literaturwettbewerbe) ergänzt.
Ziel des Theaters ist es, neues Publikum für Theaterproduktionen in Stockerau und dem Weinviertel anzusprechen, und durch die starke Kindertheaterarbeit junge Menschen für Theater zu begeistern. Ein entsprechender Kulturauftrag der Gemeinde wurde erteilt, und da die Stadt Stockerau Mitbegründer des Theaters ist, gibt es das Bestreben, den Theaterbetrieb in den nächsten Jahren aktiv auszubauen.

## Rechtsform
Veranstalter ist die Stadtgemeinde Stockerau, als Intendant übernahm Richard Maynau, der auch Gründer des Theaters ist, im Sommer 2009 die künstlerische Verantwortung. Von 2018 bis 2022 leitete Uschi Nocchiere das Theater, seit Herbst 2022 ist Eva Kronberger Intendantin des Lenautheaters.